# 吉井耕平
吉井 耕平（よしい こうへい、1990年4月8日 - ）は、日本のラグビー選手。

## プロフィール
- 奈良県出身。
- ポジションはスタンドオフ(SO)。
- 身長 165cm、体重 70kg
- ニックネームはよし、よしい。
- U20日本代表に選ばれたことがある[1]。

## 略歴
5歳からラグビーを始めた。
2009年、御所工業高校卒業後、早稲田大学に入学する。高校日本代表に選ばれ、第32回高校東西対抗試合の参加メンバーに選出された。　
2013年、早稲田大学卒業後、中部電力ラグビー部に加入。なお早稲田大学時代の同級生に伊藤平一郎、上田竜太郎、中靏隆彰、中野裕太、西橋勇人、原田季郎、森田慶良らがいる。
2015年、近鉄ライナーズに加入。
2020年、近鉄ライナーズを退団した。